# Яцек Інґлот
Яцек Інґлот (пол. Jacek Inglot, 5 червня 1962, Седлець Тшебніцький) — польський письменник-фантаст та журналіст.

## Біографія
Яцек Інґлот народився у Седлецю Тшебніцькому, у віці 3 роки перебрався з батьками до Вроцлава. У цьому місті він закінчив загальноосвітній ліцей № 1, пізніше навчався у Вроцлавському університеті на факультеті польської філології, після чого працював учителем ліцею № 1 у Вроцлаві. За кілька років звільнився з ліцею, та перейшов на журналістську та літературну роботу. Проживає письменник у Вроцлаві.
Літературний дебют Яцека Інґлота відбувся у 1986 році, коли він опублікував своє оповідання «Dira necessitas» у журналі «Feniks». Перу Інґлота належать романи «Інквізитор» (пол. Inquisitor), опублікований у 1996 році, написаний в стилі горору, та «Quietus», опублікований в 1997 році, написаний у жанрі альтернативної історії. Обидва ці романи номінувались на Меморіальну премію імені Януша Зайделя. У 2006 році з'явився розширений варіант роману «Інквізитор» під назвою «Інквізитор. Помста ацтеків» (пол. Inquisitor. Zemsta Azteków). У 2004 році у співавторстві з Анджеєм Джевинським видав збірку оповідань «Герої для найму» (пол. Bohaterowie do wynajęcia). з 2004 року Інґлот також публікує оповідання, які є сатирою на польський фандом, зокрема оповідання «Las liberte» і «Берізка і чемпіони» (пол. Brzózka i mistrzowie), опубліковане проти волі автора під назвою «Берізка і герої» (пол. Brzózka i bohaterowie), які публікуються в журналі «Science Fiction». Також письменник публікує свої оповідання та публіцистичні статті в журналах «Feniks», «Nowa Fantastyka» та «Playboy». У 2008 році він видав свій перший нефантастичний роман на суспільну тематику «Викрадення сабінянок» (пол. Porwanie Sabinek). У 2009 році він видав роман, який спрямований на дитячу аудиторію, та написаний у стилі казкового фентезі, під назвою «Ері і дракон» пол. Eri i Smok. У 2016 році письменник видав роман «Польща 2.0» (пол. Polska 2.o), за який отримав срібну відзнаку Літературної премії імені Єжи Жулавського.

### Романи
- Інквізитор (пол. Inquisitor, 1996)
- Quietus, 1997
- Викрадення сабінянок (пол. Porwanie Sabinek, 2008)
- Ері і дракон (пол. Eri i smok, 2009)
- Польща 2.0 (пол. Polska 2.o, 2016)>

### Збірки
- Герої для найму (пол. Bohaterowie do wynajęcia), у співавторстві з Анджеєм Джевинським, 2004
- Содоміон (пол. Sodomion, 2015)